# Die Frauen vom See der unschuldigen Seelen
Die Frauen vom See der unschuldigen Seelen (Originaltitel: chinesisch 香魂女, Pinyin Xiāng hún nǚ – „Duftendes Seelenmädchen“, deutscher Alternativtitel: Die Frauen vom See der duftenden Seelen) ist ein chinesischer Spielfilm von Xie Fei aus dem Jahr 1993. Das Filmdrama, zu dem der Regisseur nach einem Roman von Daxin Zhou auch das Drehbuch verfasste, spielt im China der Gegenwart. Im Mittelpunkt steht eine erfolgreiche Kleinunternehmerin (dargestellt von Siqin Gaowa), die ein Joint Venture mit japanischen Kapitalgebern eingeht. Gleichzeitig droht sie an der Last der ländlichen Traditionen zu zerbrechen.
Die Produktion wurde im Jahr ihrer Veröffentlichung im Wettbewerb der 43. Internationalen Filmfestspielen Berlin uraufgeführt. Dort gewann der Film gemeinsam mit dem taiwanisch-amerikanischen Beitrag Das Hochzeitsbankett den Hauptpreis. Es handelt sich um den international erfolgreichsten Film Xie Feis.

## Handlung
Die chinesische Provinz in der Gegenwart: Frau Xiang ist Mitte dreißig und betreibt erfolgreich eine traditionelle Sesam-Ölmühle an einem See. Der Legende nach sollen sich im Gewässer zur Zeit der Qing-Dynastie die 17-jährigen Töchter eines Grundbesitzers und eines Schmieds aus unbekannten Gründen ertränkt haben. Im Privaten ist Frau Xiang unglücklich mit einem gewalttätigen und arbeitsscheuen Alkoholiker verheiratet. Aus der Ehe ging ihr 22-jähriger Sohn Dunzi hervor, der in der Mühle mitarbeitet. Zwar ist er körperlich robust, aber geistig behindert und leidet unter Epilepsie, was ihn zum Gespött des Dorfes macht. Frau Xiangs schulpflichtige Tochter Zhier ist dagegen gesund und stammt mutmaßlich aus einer heimlichen Affäre mit ihrem Onkel Ren, der das Sesamöl der Familie in der Stadt verkauft. Der ebenfalls verheiratete Ren besucht Frau Xiang und Zhier regelmäßig und ist der Mutter noch immer romantisch zugetan.
Eines Tages wird das japanische Unternehmen Sanda Corp. auf das Sesamöl der Familie Xiang aufmerksam, das weithin geschätzt und auch in die Stadt verkauft wird. Die japanische Managerin Shino Sadako wird in den Ort geschickt, um mögliche Investitionen und Exportmöglichkeiten zu prüfen. Die ledige Unternehmerin macht großen Eindruck auf Frau Xiang. Sie lädt die Familie in ein teures Hotel in die Stadt ein, spricht trotz Einsatz einer Dolmetscherin heimlich Chinesisch und unterhält angeblich auch einen Liebhaber. Auch umwirbt sie Frau Xiang mit teuren Geschenken, die Vertrauen zu ihr fasst und von ihrem Schicksal berichtet – im Alter von 7 Jahren wurde Frau Xiang nach einer Flut von ihrem Vater verkauft und mit 13 Jahren verheiratet. Zutiefst unglücklich wollte sie sich im See ertränken, wurde aber von ihrer Schwiegermutter zurückgehalten, die ihr stattdessen riet, sich in Langmütigkeit zu üben.
Während sich Frau Xiang und Sanda Corp. auf den Export von 1000 Sesamöl-Flaschen pro Jahr verständigen und die Mühle modernisiert wird, hofft die Familie mit Hilfe der Ehestifterin Tante Fifth Dunzi zu verheiraten. Darin liegt auch die Hoffnung, dass der Sohn von seinem Leiden „geheilt“ wird. Frau Xiangs Wahl fällt auf Huanhuan, die Tochter armer Nachbarn, in die Dunzi verliebt ist. Huanhuan bändelt jedoch mit dem attraktiven Jinhai an, der als Hilfskraft in der Sesammühle arbeitet. Frau Xiang gelingt es, Jinhai in die Stadt zu versetzen und gegen eine Barzahlung von 15.000 Yuan an Huanhuans Familie eine prunkvolle Hochzeit für ihren Sohn zu arrangieren, an dem das gesamte Dorf teilnimmt.
Huanhuan kann sich an das Zusammenleben mit dem temperamentvollen Dunzi kaum gewöhnen, der sie eines Nachts während eines epileptischen Anfalls beinahe erwürgt. Sie flüchtet zu ihrer Familie, wird aber von Frau Xiang zurückgeholt. Gleichzeitig zerbricht die Liebesbeziehung zwischen Frau Xiang und Ren. Auch kommt ihr Ehemann dahinter, dass sie eine Tinktur benutzt, um nicht von ihm schwanger zu werden. Frau Xiang wird von ihm des Ehebruchs verdächtigt und verprügelt. Zhier wird fortan der Schulbesuch untersagt, finanziell aber von Ren weiter unterstützt. Huanhuan wird zwar ungewollt Zeugin beider Zwischenfälle, bewahrt aber auf Geheiß der bettlägerigen Frau Xiang Stillschweigen darüber. Eines Tages fährt Frau Xiang mit einem Boot allein auf eine Insel im See hinaus, wo sie über ihr unerfülltes Leben wehklagt. Sie begreift, dass Huanhuan und sie Opfer derselben Umstände sind. Nach einem kurzen Besuch Jinhais aus der Stadt, bietet Frau Xiang ihrer Schwiegertochter die Scheidung von Dunzi und eine Mitgift für ihre nächste Heirat an. Huanhuan sieht aber keine Aussicht auf eine erneute Ehe und bricht weinend am See zusammen.

## Hintergrund

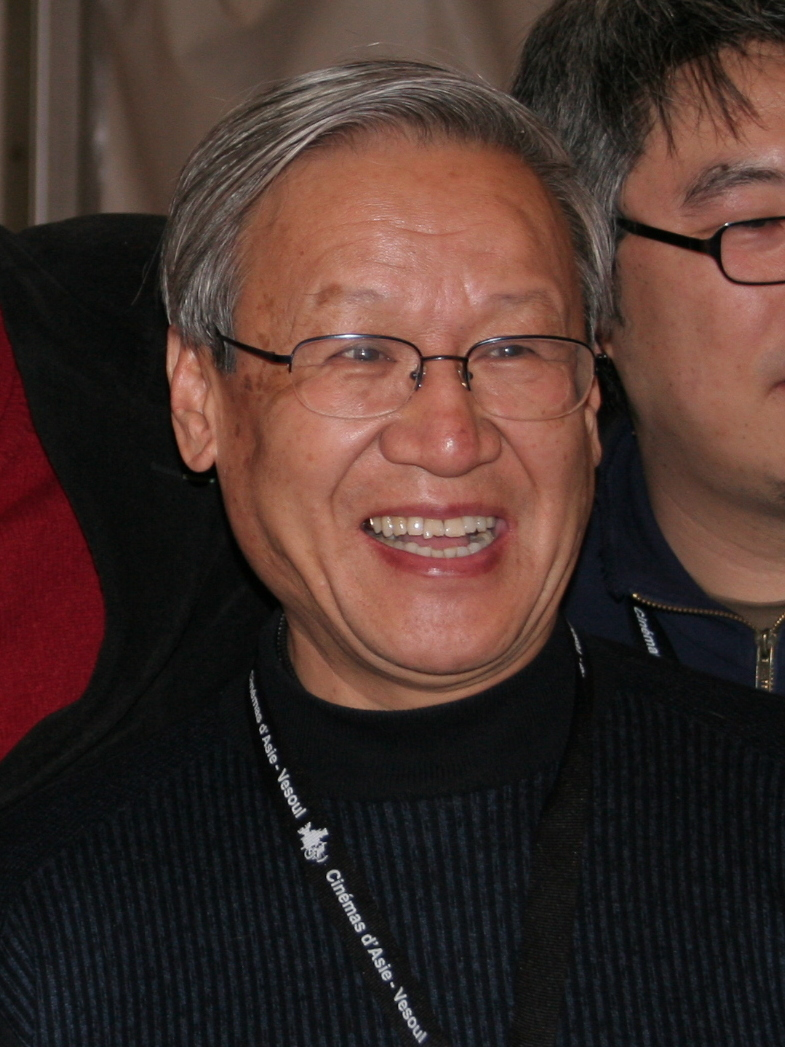
Xie Fei (2007)

Die Frauen vom See der unschuldigen Seelen ist die sechste Regiearbeit von Xie Fei. Als Vorlage für das Drehbuch diente ihm ein Roman von Daxin Zhou. Nach seinem Politdrama Schwarzer Schnee (1990), das von den chinesischen Behörden verboten wurde, hob er in seinen folgenden Werken Die Sonne am Dach der Welt (shijie wuji de taiyang, 1991), Die Frauen vom See der unschuldigen Seelen und A Mongolian Tale (Hei jun ma, 1995) wieder „die traditionelle, der Lyrik verhaftete filmische Erzählform [...] in den Vordergrund“.
Der Film wurde von den Filmstudios Tian Jin und Chang Chun produziert.

## Veröffentlichung und Rezeption
Nach seiner Uraufführung am 15. Februar 1993 auf der Berlinale fand Die Frauen vom See der unschuldigen Seelen überwiegend Lob seitens der deutschsprachigen Fachkritik. Gleichzeitig handelt es sich um den international erfolgreichsten Film Xie Feis.
Michael Althen (Süddeutsche Zeitung) pries die Farbästhetik des Films aus „zartem Gold und kaltem Blau“, der „eine Abrechnung mit den Sitten und Bräuchen der Provinz“ sei. Die Inszenierung sei „still und konzentriert“.
Laut Christoph Egger (Neue Zürcher Zeitung) hätte die elfköpfige Jury um den deutschen Regisseur Frank Beyer „in Abwesenheit eines klaren Favoriten“ mit der Preisvergabe „auch auf politische Empfindlichkeiten Rücksicht genommen“. Xie Fei schaffe „ein dichtes Frauenporträt [...], das gesellschaftliche Entwicklungen und private Zwänge auf erstaunliche Weise sichtbar zu machen versteht“.
Hans-Dieter Seidel (Frankfurter Allgemeine Zeitung) zweifelte daran, dass Xie Feis „suggestiv elegisch“ fotografiertes Werk Chancen auf einen Preis haben könnte und kritisierte die 43. Berlinale insgesamt ebenfalls als höhepunktarm sowie als mittelmäßig.
Die taz bezeichnete die Figur der Frau Xiang als „Ikone“ sowie als eindrücklichste Frauengestalt unter den bei der 43. Berlinale gezeigten chinesischen Produktionen und zog Vergleiche zur Handlung von Zhang Yimous Film Rote Laterne. „Wie die Protagonisten hilflos zwischen chinesischer Tradition und japanischer Moderne stehen, verharrt auch der Film in einem Schwebezustand. Manchmal wirkt er wie eine Aneinanderreihung von Tableaus chinesischer Porzellanmalerei, dann wieder präzis und klar wie ein Bertolucci-Szenario“, so die taz. Auch wurden fehlende Hinweise auf die Kulturrevolution bemerkt, wobei deren Ikonographie „mit einer starken Frau und einem Schwächling als Familienoberhaupt demontiert“ werde. Dies erkläre auch, „warum der Film in der gleichen schwebenden Ratlosigkeit endet, mit der er begonnen hat“.
Inge Rauh (Nürnberger Zeitung) sah eine verdiente Preisentscheidung für Die Frauen vom See der unschuldigen Seelen und Das Hochzeitsbankett, wobei die Beiträge „ein Kontrastprogramm mit Rückschlüssen auch auf die gesellschaftliche Situation“ liefern würden. Xie Fei befasse sich in seinem Film „mit der Aufarbeitung tiefverwurzelter Tabus“, wobei der poetische Titel „über die drastischen Wahrheiten der Geschichte hinweg“ täusche und die weibliche Hauptfigur u. a. die „Konfrontation mit den ehernen Gesetzen eines immer noch für selbstverständlich gehaltenen Patriarchats“ suche. „Daß im Persönlichsten auch der revolutionäre Ansatz steckt, macht dieser Film aus China in subtiler Weise klar. Die Heldin gibt ihre Botschaft von der Änderung der Verhältnisse an die nächste Generation weiter“, so Rauh.
Der Medienwissenschaftler und Sinologe Stefan Kramer hob in seinem 1997 erschienenen Buch Geschichte des chinesischen Films die langen Einstellungen der reizvollen Seenlandschaft hervor, die an die traditionelle romantische Landschaftsmalerei erinnern würden. Dies habe gemeinsam mit der melodramatischen Handlung des Films zur hohen Bewertung auf der Berlinale beigetragen. Der Film stelle die engen Grenzen individueller Freiheiten nicht in Frage, die Regierung und Gesellschaft den Menschen zugestehe. Auch bemängelte Kramer das Fehlen innovativer Gedanken oder entsprechender filmischer Mittel. Letztlich sei Die Frauen vom See der unschuldigen Seelen „eine Hommage an die traditionelle chinesische Moral und Ästhetik, die die vollständige Harmonie von Gesellschaft und Natur“ verkünde.
In seinem im Jahr 2000 veröffentlichten Jubiläumsband 50 Jahre Berlinale fasste der deutsche Filmhistoriker Wolfgang Jacobsen die Auszeichnung der beiden asiatischen Beiträge als „Triumph zweier ‚feindlicher Brüder‘“ auf. Der Goldene Bär sei „klug vergeben [...], da er cineastische Leistung und populäre Vermittlung gleichermaßen berücksichtigte“. Jacobsen sah in Xie Feis Film eine „kunstvoll inszenierte Abrechnung mit überkommenen dörflichen Bräuchen und Sitten und ein Plädoyer für die Selbstbestimmung von Frauen“.
Im deutschen Fernsehen wurde der Film erstmals am 20. Februar 1995 vom MDR ausgestrahlt.

## Auszeichnungen
In den Jahren 1992/93 wurde Die Frauen vom See der unschuldigen Seelen für sieben internationale Film- und Festivalpreise nominiert, von denen die Produktion fünf gewinnen konnte, darunter den Goldenen Bären der Berlinale gemeinsam mit dem taiwanisch-amerikanischen Beitrag Das Hochzeitsbankett von Ang Lee. Erstmals in der Geschichte des Festivals hatten sowohl China als auch Taiwan gemeinsam am Wettbewerb teilgenommen.
| Filmpreis (Auswahl)                         | Kategorie                                                      | Preisträger/ Nominierte | Resultat  |
| ------------------------------------------- | -------------------------------------------------------------- | ----------------------- | --------- |
| Auszeichnung der Pekinger Filmakademie 1993 | Bestes Drehbuch                                                | Xie Fei                 | Gewonnen  |
| Internationale Filmfestspiele Berlin 1993   | Goldener Bär – Bester Film (ex aequo mit Das Hochzeitsbankett) | Jing Yonglu             | Gewonnen  |
| Internationale Filmfestspiele Berlin 1993   | Preis der Ökumenischen Jury – Lobende Erwähnung                | Xie Fei                 | Gewonnen  |
| Chicago International Film Festival 1993    | Beste Darstellerin                                             | Siqin Gaowa             | Gewonnen  |
| Chicago International Film Festival 1993    | Bester Film                                                    | Xie Fei                 | Nominiert |
| Goldener Hahn 1993                          | Bester Nebendarsteller                                         | Lei Luosheng            | Nominiert |
| Huabiao Film Awards 1992                    | Spezialpreis der Jury                                          | Xie Fei                 | Gewonnen  |